# Мгеладзе Гурам Давидович
Гурам Давидович Мгеладзе (4 квітня 1932, місто Тифліс, тепер Тбілісі, Грузія — 5 червня 2015) — грузинський радянський діяч, 1-й заступник голови Ради міністрів Грузинської РСР. Член ЦК КП Грузії, член Бюро ЦК КП Грузії. Депутат Верховної Ради Грузинської РСР. Народний депутат СРСР (1989—1991). Герой Соціалістичної Праці (26.02.1981).

## Життєпис
Закінчив ветеринарний інститут. Член КПРС. 
У 1973—1982 роках — 1-й секретар Абаського районного комітету КП Грузії. У 1981 році отримав звання Героя Соціалістичної Праці за реалізацію «абаського експерименту» — впровадження елементів ринкової економіки в сільському господарстві Абаського району Грузинської РСР.
Закінчив Вищу партійну школу при ЦК КПРС.
12 грудня 1985 — 14 червня 1986 року — 1-й заступник голови Держагропрому Грузинської РСР — міністр Грузинської РСР.
14 червня 1986 — 11 грудня 1990 року — 1-й заступник голови Ради міністрів Грузинської РСР — голова Держагропрому Грузинської РСР.
У 1989 році підписав наказ про створення Корпусу рятувальників «Мхедріоні» (воєнізованої структури, яка відіграла велику роль у поваленні президента Звіада Гамсахурдія, забороненої та розформованої у 1995 році). Був давнім другом глави «Мхедріоні», члена Державної ради та парламенту Грузії, «злодія в законі» Джаби Іоселіані.
У 1990—1991 роках — державний міністр Грузинської РСР.
З 1992 по 1995 рік — радник Посольства Грузії в Росії. Після 1992 року в основному проживав у Москві, до 1995 року вважався одним із соратників президента Грузії Едуарда Шеварднадзе
Потім займався підприємницькою діяльністю у Російській Федерації, країнах СНД, ЄС та Східної Європи.
Автор книг: «Роздуми в дорозі: записки секретаря райкому» (1985), «Від експерименту в районі — до повсюдного впровадження», «Удосконалення управління АПК республіки».
Помер 5 червня 2015 року.

## Нагороди
- Герой Соціалістичної Праці (26.02.1981)
- орден Леніна (26.02.1981)
- орден Трудового Червоного Прапора
- орден «Знак Пошани»
- медалі